# Tony Mizgalski
Antony Mizgalski (* 1959) ist ein Filmeditor.

## Leben
Tony Mizgalski absolvierte ein Bachelorstudium an der University of California, Los Angeles. Von 1987 bis 1991 war er als Filmeditor bei der The Cimarron Group tätig und war bei Schnitt von Animationsfilmen wie Basil, der große Mäusedetektiv und Alwin und die Weltenbummler sowie der Trickfilmserien Dino-Riders beteiligt. Von 1993 bis 2021 war als Filmeditor für unterschiedliche Studios bei der The Walt Disney Company tätig, darunter von 2005 bis 2011 bei den DisneyToon Studios. Während dieser Zeit hatte er unterschiedliche Aufgaben inne, von der Schnittassistenz, über den hauptverantwortlichen Schnitt bis hin zum Postproduction Supervisor. So war er unter anderem an Trickfilmserien wie Lilo & Stitch, Die Garde der Löwen und 101 Dalmatiner sowie Animationsfilmen wie Disneys Große Pause: Die geheime Mission, Stitch & Co. – Der Film und Tinkerbell – Ein Sommer voller Abenteuer beim Schnitt beteiligt.

## Filmografie
- 1986: Basil, der große Mäusedetektiv (The Great Mouse Detective)
- 1987: Alwin und die Weltenbummler (The Chipmunk Adventure)
- 1988: Dino-Riders
- 1991: Rover & Daisy
- 1994: Aladdin (Zeichentrickserie)
- 1997: 101 Dalmatiner (101 Dalmatians: The Series, Zeichentrickserie, 14 Folgen)
- 2001: Disneys Große Pause: Die geheime Mission (Recess: School's Out)
- 2003: Stitch & Co. – Der Film (Stitch! The Movie)
- 2003: Lilo & Stitch (Zeichentrickserie)
- 2004: Ein Löwe in Las Vegas (Father of the Pride, Animationsserie)
- 2006: Leroy & Stitch
- 2010: Tinkerbell – Ein Sommer voller Abenteuer (Tinker Bell and the Great Fairy Rescue)
- 2012: TRON: Der Aufstand (TRON: Uprising, Animationsserie, 9 Folgen)
- 2016–2019: Die Garde der Löwen (The Lion Guard, Zeichentrickserie, 39 Folgen)